# Ho'oponopono
L'ho'oponopono (pronuncia [ɔʔɔpɔnoˈpɔːno]) è un'antica pratica hawaiana per la riconciliazione, il perdono interiore (inteso come trasmutazione energetica), la cancellazione di memorie e pensieri negativi e la risoluzione dei conflitti. Simili pratiche di armonizzazione erano attuate nella zona insulare dell'Oceania (nella regione meridionale dell'oceano Pacifico), comprese Samoa, Tahiti e la Nuova Zelanda.
Tradizionalmente l'ho'oponopono è praticato da sacerdoti guaritori (kahuna lapa'au) presso i familiari di una persona malata o in presenza di una disarmonia familiare. Versioni moderne di questa tecnica sono messe in pratica in famiglia da un membro più anziano o dall'individuo singolo.
Morrnah Nalamaku Simeona ideò la formula moderna dell'ho'oponopono, individualizzando il processo e rendendolo usufruibile ad ogni persona singola senza l'ausilio della comunità. Simeona non ha mai utilizzato il mantra che è poi diventato noto in Occidente. Il suo processo si basava sull'utilizzo dei 12 passi di ho'oponopono per rilasciare gradualmente ogni memoria dolorosa, ripulendo la percezione dell'errore in pensieri, parole e azioni negative.
Il mantra ho'oponopono giunto in occidente è “Scusa, Perdonami, Grazie, Ti Amo” in inglese "Sorry, Forgive me, Thank you, I Love you" ed è stato codificato per la prima volta nel libro Zero Limits.